# Rangvald
Rangvald (Raul maler) var en svensk bygde- och kyrkmålare verksam i slutet av 1400-talet.
Rangvald var bosatt i Rö socken i slutet av 1400-talet och tidigt 1500-tal. Man kopplar de utförda målningarna från slutet av 1400-talet i Rö kyrka till Rangvald.